# 이공계소년
"이공계소년"(The Boy's Physics)은 한국에서 제작된 우문기 감독의 2010년 드라마 영화이다. 오재상 등이 주연으로 출연하였다.

## 출연

### 주연
- 오재상
- 김샛별
- 조승민
- 김추월